# Stonawski Tamás
Stonawski Tamás (Martfű, 1970. július 6. –) festő, grafikus, tanár, költő.

## Életpályája
Művészeti érdeklődése korán megnyilvánult, mégis első diplomáját a Bessenyei György Tanárképző Főiskolán (ma Nyíregyházi Egyetem) szerezte mint fizika-matematika tanár, 1993-ban, majd az ELTE-n fizikatanárként végzett 1998-ban. 2003-ban a Nyíregyházi Főiskolán (NyE) rajztanárként, 2009-ben a Debreceni Egyetemen matematika mesterkurzuson végzett. Egy évvel később vizuális- és környezetkultúra diplomát a Nyíregyházi Főiskolán kapott, majd 2016-ban PhD fokozatot szerzett az Eötvös Loránd Tudományegyetemen a fizika tanításából.
Festményeinek témája változatos, készít csendéleteket, aktokat, érdeklik a geometrikus formák. Külföldön, Budapesten és számos vidéki városban volt kiállítása. Igazságügyi szakértő, forenzikus fizikus szakterületen, a Nyíregyházi Egyetem főiskolai docense. Művészi kibontakozása komplex, a képzőművészet és a versírás mellett zeneszerzéssel is foglalkozik.

## Verseskötetei
- 1995: Sorok közötti gondolatok – Bócsi Krisztián grafikáival[18]
- 1997: Ötven vers – saját illusztrációkkal[19]
- 2003: A négybetűs élet[20]

### Önálló kiállításai
- 1994: Mátészalka
- 1995: Kocsord, Mátészalka, Fehérgyarmat
- 1996: Vásárosnamény, Nyírbátor, Kisvárda, Vaja
- 1997: Csenger, Mátészalka
- 2000: Fehérgyarmat, Mátészalka
- 2001: Nagykálló
- 2004: Ajak
- 2008: Budapest, Magyar Kultúra Alapítvány Székháza
- 2012: Brassó
- 2015: "Miértek a festészetben" összefoglaló kiállítás: Nagyecsed, Mátészalka
- 2016: "Otthonról indultam", Martfű[8][11]
- 2018: "Lelkek rezdülései", Budapest[21]
- 2021: Mátészalka[22]

## Kitüntetések, díjak
- Ericsson-díj (2021)[23]
- Brassai művészeti díj (2022)[24]